# Le Départ des bateaux, à Étretat
Le Départ des bateaux, à Étretat est un tableau réalisé en 1885 par le peintre français Claude Monet. De format horizontal, cette huile sur toile est une marine qui représente des petits voiliers navigant toutes voiles dehors au large d'Étretat, le rouge des voiles soulignant la couleur émeraude de la mer, dans la Seine-Maritime, en Normandie. Sa composition comprend des caloges visibles au premier plan en légère plongée, la scène ayant été immortalisée depuis la fenêtre de la chambre d'hôtel de l'artiste un jour de pluie.
Don de la famille de Potter Palmer en 1922, l'œuvre est conservée à l'Art Institute of Chicago, à Chicago, dans l'Illinois, aux États-Unis. Le musée d'art compte également dans ses collections Bateaux sur la plage à Étretat, une variante montrant le même site avec quatre bateaux rangés sur la plage.

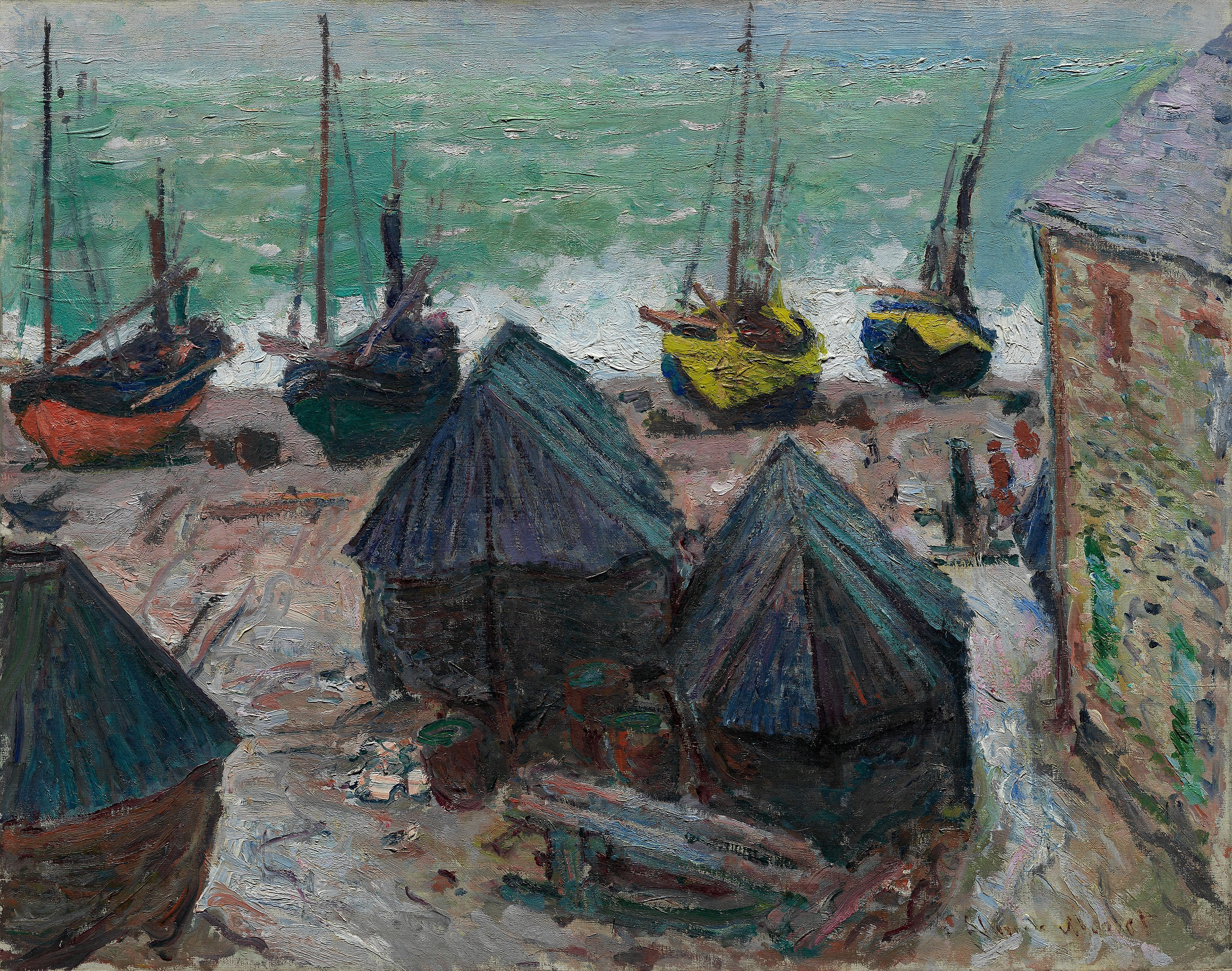
Bateaux sur la plage à Étretat, 1885 – Art Institute of Chicago, Chicago.